# Viktor Kassai
Viktor Kassai (Tatabánya, 10 september 1975) is een Hongaars voetbalscheidsrechter in het betaald voetbal. Hij floot in 2003 zijn eerste UEFA Cup-wedstrijd en op 18 augustus 2004 zijn eerste interland. In 2007 leidde hij voor het eerst een wedstrijd in de groepsfase van de UEFA Champions League.
Kassai was hoofdscheidsrechter van wedstrijden op onder meer het Europees kampioenschap voetbal onder 19 in 2005, het Wereldkampioenschap voetbal onder 20 in 2007, de Olympische Spelen 2008, het Wereldkampioenschap voetbal 2010 en het Europees kampioenschap voetbal 2012. Op het Europees kampioenschap voetbal 2008 was hij vierde official.
Kassai werd in 2011 aangesteld voor de Champions League-finale tussen FC Barcelona en Manchester United op 28 mei in het Wembley Stadium.
In maart 2013 noemde de FIFA Kassai een van de vijftig potentiële scheidsrechters voor het Wereldkampioenschap voetbal 2014 in Brazilië.

## EK 2012
Op 19 juni 2012 werd de groepswedstrijd op het Europees kampioenschap voetbal 2012 tussen Engeland en Oekraïne geleid door Kassai. Tijdens deze wedstrijd werd in de 62ste minuut een doelpoging van de Oekraïense spits Marko Devic weggetrapt door de Engelse verdediger John Terry. Volgens herhalingen op de televisie bleek echter dat de bal over de lijn was. Niettegenstaande deze beelden en fel protest van de Oekraïense spelers erkende scheidsrechter Viktor Kassai het doelpunt niet. Zijn beslissing lokte kritiek uit in de Oekraïense media. Hierdoor ontstond een debat over de doeltreffendheid van de twee extra lijnrechters en de noodzaak van een nieuw type van doellijntechnologie. Het toernooi was het eerste landentoernooi waar twee extra assistent-scheidsrechters werden ingevoerd op de doellijnen. De UEFA bevestigde dat Kassai in de fout ging tijdens deze wedstrijd en stuurde de Hongaarse scheidsrechter en zijn assistenten meteen naar huis.

## Interlands
| Datum             | Plaats       | Wedstrijd                           | Uitslag | Competitie             | Kreeg geel | Kreeg voor de tweede keer geel en dus rood | Weggestuurd |
| ----------------- | ------------ | ----------------------------------- | ------- | ---------------------- | ---------- | ------------------------------------------ | ----------- |
| 18 februari 2004  | Faro         | Portugal – Engeland                 | 1 – 1   | Vriendschappelijk      | 1          | 0                                          | 0           |
| 29 mei 2004       | Rijeka       | Kroatië – Slowakije                 | 1 – 0   | Vriendschappelijk      | 1          | 0                                          | 0           |
| 18 augustus 2004  | Bratislava   | Slowakije – Luxemburg               | 3 – 1   | Kwalificatie WK 2006   | 3          | 0                                          | 0           |
| 8 juni 2005       | Almaty       | Kazachstan – Turkije                | 0 – 6   | Kwalificatie WK 2006   | 4          | 0                                          | 0           |
| 7 september 2005  | Vilnius      | Litouwen – Bosnië en Herz.          | 0 – 1   | Kwalificatie WK 2006   | 6          | 0                                          | 1           |
| 8 oktober 2005    | Nicosia      | Cyprus – Ierland                    | 0 - 1   | Kwalificatie WK 2006   | 3          | 0                                          | 0           |
| 11 oktober 2006   | Minsk        | Wit-Rusland – Slovenië              | 4 – 2   | Kwalificatie EK 2008   | 3          | 0                                          | 0           |
| 2 juni 2007       | Tallinn      | Estland – Kroatië                   | 0 – 1   | Kwalificatie EK 2008   | 5          | 0                                          | 0           |
| 22 augustus 2007  | Tampere      | Finland – Kazachstan                | 2 – 1   | Kwalificatie EK 2008   | 5          | 0                                          | 0           |
| 17 oktober 2007   | Nantes       | Frankrijk – Litouwen                | 2 – 0   | Kwalificatie EK 2008   | 3          | 0                                          | 0           |
| 10 september 2008 | Helsinki     | Finland – Duitsland                 | 3 - 3   | Kwalificatie WK 2010   | 1          | 0                                          | 0           |
| 11 oktober 2008   | Istanboel    | Turkije – Bosnië en Herz.           | 2 – 1   | Kwalificatie WK 2010   | 3          | 0                                          | 0           |
| 11 februari 2009  | Graz         | Oostenrijk – Zweden                 | 0 – 2   | Vriendschappelijk      | 0          | 0                                          | 0           |
| 9 september 2009  | Minsk        | Wit-Rusland – Oekraïne              | 0 – 0   | Kwalificatie WK 2010   | 4          | 0                                          | 0           |
| 10 oktober 2009   | Manama       | Bahrein – Nieuw-Zeeland             | 0 – 0   | Kwalificatie WK 2010   | 4          | 0                                          | 0           |
| 15 juni 2010      | Johannesburg | Brazilië – Noord-Korea              | 2 - 1   | Groepsfase WK 2010     | 1          | 0                                          | 0           |
| 22 juni 2010      | Rustenburg   | Mexico – Uruguay                    | 0 – 1   | Groepsfase WK 2010     | 3          | 0                                          | 0           |
| 26 juni 2010      | Rustenburg   | Verenigde Staten – Ghana            | 1 – 2   | Achtste finale WK 2010 | 5          | 0                                          | 0           |
| 7 juli 2010       | Durban       | Duitsland – Spanje                  | 0 – 1   | Halve finale WK 2010   | 0          | 0                                          | 0           |
| 3 september 2010  | Londen       | Engeland – Bulgarije                | 4 – 0   | Kwalificatie EK 2012   | 2          | 0                                          | 0           |
| 17 november 2010  | Amsterdam    | Nederland – Turkije                 | 1 – 0   | Vriendschappelijk      | 1          | 0                                          | 0           |
| 25 maart 2011     | Granada      | Spanje – Tsjechië                   | 2 – 1   | Kwalificatie EK 2012   | 4          | 0                                          | 0           |
| 10 augustus 2011  | Stuttgart    | Duitsland – Brazilië                | 3 – 2   | Vriendschappelijk      | 1          | 0                                          | 0           |
| 2 september 2011  | Minsk        | Wit-Rusland – Bosnië en Herzegovina | 0 – 2   | Kwalificatie EK 2012   | 3          | 0                                          | 0           |
| 11 november 2011  | Tallinn      | Estland – Ierland                   | 0 – 4   | Kwalificatie EK 2012   | 2          | 2                                          | 0           |
| 29 februari 2012  | Boekarest    | Roemenië – Uruguay                  | 1 – 1   | Vriendschappelijk      | 4          | 0                                          | 0           |
| 10 juni 2012      | Gdańsk       | Spanje – Italië                     | 1 – 1   | Groepsfase EK 2012     | 7          | 0                                          | 0           |
| 19 juni 2012      | Donetsk      | Engeland – Oekraïne                 | 1 – 0   | Groepsfase EK 2012     | 5          | 0                                          | 0           |
| 26 maart 2013     | Parijs       | Frankrijk – Spanje                  | 0 – 1   | Kwalificatie WK 2014   | 6          | 1                                          | 0           |
| 13 november 2013  | Mexico-Stad  | Mexico – Nieuw-Zeeland              | 5 – 1   | Kwalificatie WK 2014   | 5          | 0                                          | 0           |
| 5 maart 2014      | Dublin       | Ierland – Servië                    | 1 – 2   | Vriendschappelijk      | 3          | 0                                          | 0           |
| 30 mei 2014       | Londen       | Engeland – Peru                     | 3 – 0   | Vriendschappelijk      | 2          | 0                                          | 0           |
| 7 juni 2014       | Brussel      | België – Tunesië                    | 1 – 0   | Vriendschappelijk      | 6          | 1                                          | 0           |
| 11 oktober 2014   | Elbasan      | Albanië – Denemarken                | 1 – 1   | Kwalificatie EK 2016   | 0          | 0                                          | 0           |
| 6 september 2015  | Oslo         | Noorwegen – Kroatië                 | 2 – 0   | Kwalificatie EK 2016   | 6          | 0                                          | 0           |
| 8 oktober 2015    | Glasgow      | Schotland – Polen                   | 2 – 2   | Kwalificatie EK 2016   | 4          | 0                                          | 0           |
| 10 juni 2016      | Parijs       | Frankrijk – Roemenië                | 2 – 1   | Groepsfase EK 2016     | 4          | 0                                          | 0           |
| 17 juni 2016      | Toulouse     | Italië – Zweden                     | 1 – 0   | Groepsfase EK 2016     | 3          | 0                                          | 0           |
| 2 juli 2016       | Bordeaux     | Duitsland – Italië                  | 1 – 1   | Kwartfinale EK 2016    | 7          | 0                                          | 0           |
| 5 september 2016  | Belgrado     | Servië – Ierland                    | 2 – 2   | Kwalificatie WK 2018   | 6          | 0                                          | 0           |
| 26 maart 2017     | Podgorica    | Montenegro – Polen                  | 1 – 2   | Kwalificatie WK 2018   | 5          | 0                                          | 0           |
| 5 september 2017  | Eskişehir    | Turkije – Kroatië                   | 1 – 0   | Kwalificatie WK 2018   | 6          | 0                                          | 0           |
| 7 oktober 2017    | Moskou       | Rusland – Zuid-Korea                | 4 – 2   | Vriendschappelijk      | 3          | 0                                          | 0           |
| 2 juni 2018       | Brussel      | België – Portugal                   | 0 – 0   | Vriendschappelijk      | 1          | 0                                          | 0           |
| 10 juni 2018      | Wenen        | Oostenrijk – Brazilië               | 0 – 3   | Vriendschappelijk      | 2          | 0                                          | 0           |
| 7 september 2018  | Elbasan      | Albanië – Israël                    | 1 – 0   | Vriendschappelijk      | 3          | 0                                          | 0           |

Laatste aanpassing op 3 november 2018